# حادثة ناجازاكي

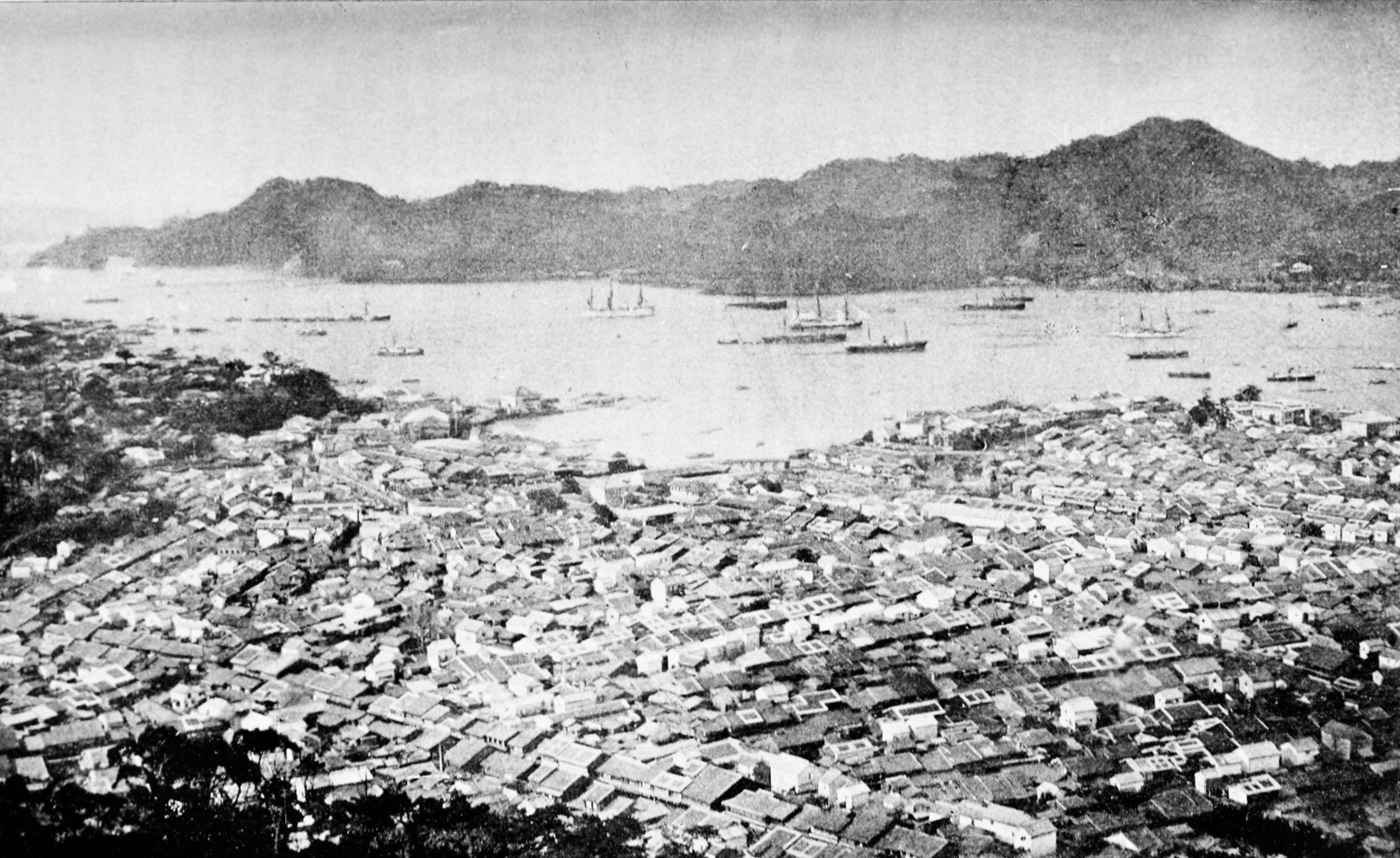
ميناء ناجازاكي (1893)

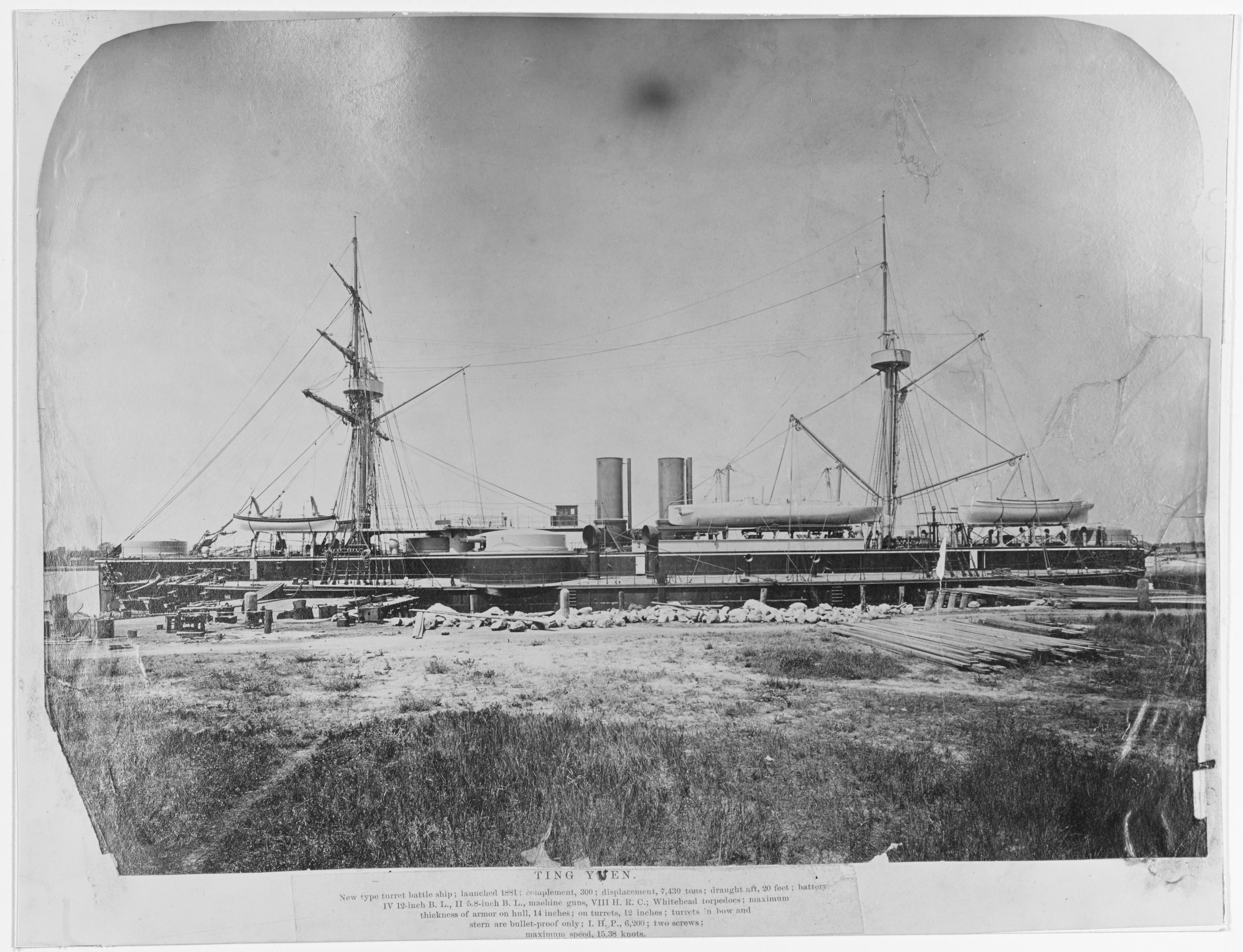
دينغ يوان

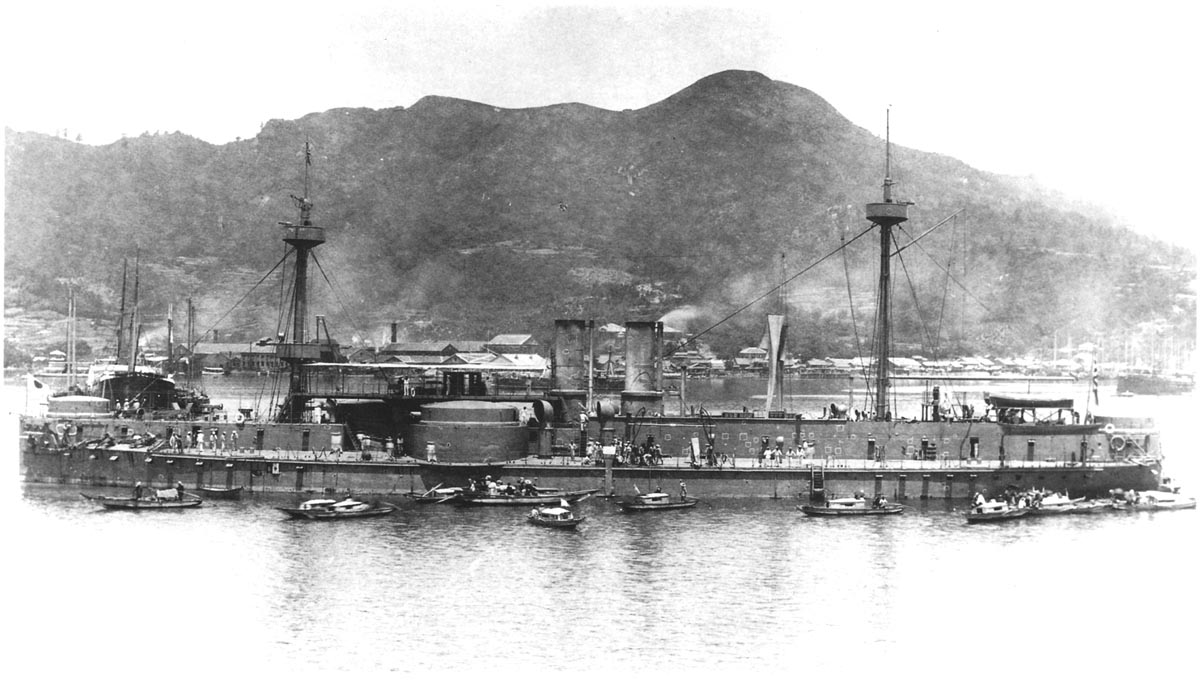
تشن يوان

كانت Nagasaki Incident (長崎事件 Nagasaki Jiken) عبارة عن أعمال شغب اشترك فيها جنود أسطول سلالة تشينغ. وتُعرف أيضًا باسم حادثة أسطول تشينغ - ناجازاكي.

## الخطوط العريضة
في الأول من أغسطس عام 1886 (الإمبراطور ميجي التاسع عشر), تمكن أسطول سلالة تشينغ الذي يُعرف باسم أسطول بيانج والسفن الحربية الأربع المعروفة باسم دينغ يوان وتشن يوان وجيوان وييوان, من دخول ميناء ناجازاكي بذريعة إجراء «إصلاحات عسكرية». وفي هذا الوقت، كانت الصين (سلالة تشينغ) أقوى بكثير من اليابان. وكانت السفينة دينغ يوان أثقل من السفن الحربية اليابانية الثقيلة. وبالإضافة إلى ذلك، كانت اليابان تعاني من النكسة التي أصابتها أثناء انقلاب جابسين التي هُزم فيها 400 جندي ياباني أمام 2000 من جنود تشينغ.
وفي الثالث عشر من أغسطس، بدأت القوات الصينية في الهبوط على الأرض. فقد ذهبت القوات إلى ضاحية الضوء الأحمر، حيث قاموا بهدم المنشآت وتسببوا في العديد من المشاكل بسبب أعمال العنف الخارجة عن القانون ونهبوا مدينة ناجازاكي. وتجول الجنود الصينيون - تحت تأثير الخمر - في شوارع المدينة وطاردوا النساء والأطفال، مما سبب حالة من الغضب. وحاولت إدارة شرطة ولاية ناجازاكى أن تضع حدًا لهذا، فكان نتيجة ذلك أن اشتبك رجال الشرطة مع الجنود الصينيين في معارك بالسيوف داخل المدينة، وسقط 80 قتيلاً على الأقل من الجانبين وتم إلقاء القبض على الجنود الصينيين. استخدمت سيوف تم شراؤها من المتاجر. وكنتيجة لهذا، ساد الشعور بالقلق.
في الرابع عشر من أغسطس، في مؤتمر عُقد بين حاكم ولاية ناجازاكي كوساكا يوشيو وشوان تساي من قنصيلة تشانغ، حظر أسطول تشانغ على الجنود النزول إلى الأرض في مجموعات، ووافق على أن يتولى أحد الضباط الإشراف على الجنود في إجازاتهم.
في اليوم التالي، في حوالي الواحدة ظهرًا، ذهب 300 جندي إلى الشاطئ على الرغم من اتفاق اليوم السابق. وكان بعض هؤلاء الجنود يحملون هراوات. قام عدد من الصينيين بالتبول على مركز شرطة كوبان بحيث يضمنون أن يقوموا بالتعدي على شرطي كوبان عند مجيئه بعد إبلاغه وقام 300 بحار صيني بمهاجمة ثلاثة من ضباط الشرطة واعتدوا عليهم، مما أسفر عن مقتل أحدهم. رأى قائد إحدى العربات الصغيرة المارة هذا المشهد، فشعر بالسخط وحاول توجيه لكمة لأحد البحارة الصينيين. وفي أثناء هذا ساند البحارة الصينيون بعضهم بعضًا وبدأت أعمال شغب. وبالتالي بدأت حادثة أخرى كبيرة حيث اشتبكت قوات الشرطة التي جاءت لإيقاف الشغب مع البحارة الصينيين واقتتلوا مرة ثانية مما أسفر عن وقوع إصابات عديدة (من جانب تشانغ، توفي ضابط وثلاثة جنود وأصيب ثلاثة ضباط وخمسون جنديًا على الأقل). وعلى الجانب الياباني، أصيب ثلاثة ضباط وتوفى شرطيان وأصيب 16 آخرون. كما أصيب العشرات من المدنيين اليابانيين).

## آثار الحادث
تضافرت هذه الحادثة مع انقلاب جابسين الذي وقع عام 1884 (ميجى السابع عشر) وأثارت مشاعر مناهضة لتشينغ وكانت سببًا على المدى البعيد في نشوب الحرب اليابانية الصينية الأولى. كما أنشأ ميتسورو توياما جمعية سياسية أطلق عليها اسم جينوشيا، كانت بمثابة التحول الأول عن نظرية الحقوق المدنية إلى نظرية الحقوق السيادية.
لم يوجه تشينغ اعتذارًا لليابان بعد الحادثة، بل تعامل بثقة لإيمانه بتفوق أسطوله. في ذلك الوقت، كان تشينغ يمتلك أحدث طراز من البوارج البحرية هي دينغ يوان. وكان يُعتقد بأن الأسطول الياباني لن يُمكنه أن يقف أمام هذه السفينة في ذاك الوقت، حيث كان باستطاعتها تحمل أثقال أكبر بكثير من السفن اليابانية الحديثة فرنسية الصنع. (في النهاية تم إغراق سفينة دينغ يوان بعد معركة ويهايوي) كانت النكسة التي تعرضت لها اليابان خلال انقلاب جابسين، التي هُزم فيها 400 جندي ياباني على يد 2000 جندي من جنود تشينغ، لا تزال جديدة وحاضرة.
طالب تشينغ الحكومة اليابانية من هذا الوقت فصاعدا ألا تحظر الشرطة اليابانية حمل السيوف، وبالفعل نجح في هذا. ولكن كنتيجة لهذه الحادثة، تصاعدت المشاعر المعادية لتشينغ في اليابان مما أنذر بمزيد من المواجهات.